# Семынь
Семы́нь  (Латынь) — река в России, протекает по Вышневолоцкому и Кувшиновскому районам Тверской области. Устье реки находится в 57 км от устья реки Поведи по левому берегу. Длина реки составляет 39 км, площадь водосборного бассейна — 191 км².
В 11 км от устья впадает левый приток Коростовка.

## Данные водного реестра
По данным государственного водного реестра России относится к Верхневолжскому бассейновому округу, водохозяйственный участок реки — Тверца от истока (Вышневолоцкий гидроузел) до города Тверь, речной подбассейн реки — Волга до Рыбинского водохранилища. Речной бассейн реки — (Верхняя) Волга до Куйбышевского водохранилища (без бассейна Оки).
Код объекта в государственном водном реестре — 08010100512110000002222.